# Володимир (Черпак)
Володимир (у миру Черпак Володимир Петрович) — архієрей Православної церкви України , єпископ Фастівський, вікарій Київської єпархії, настоятель Свято-Покровської Подільської церкви. (м. Київ, вул. Покровська, 7).
До 15 грудня 2018 — єпископ Української Автокефальної Православної Церкви.

## Життєпис

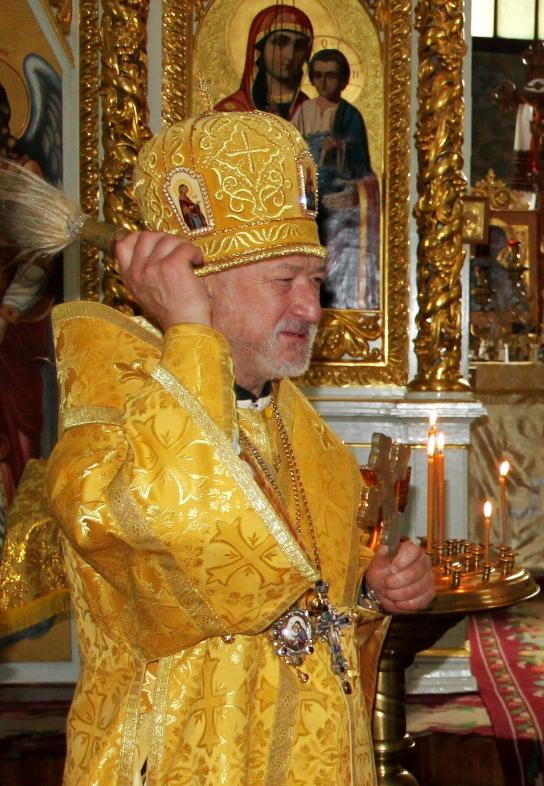
Єпископ Володимир під час Богослужіння

Народився 1 липня 1952 року в селі Безугляки Великополовецького (нині Сквирського) району Київської області у сім'ї сільських учителів, українців — Петра Сергійовича Черпака та Віри Степанівни Кокоші.
Дитячі роки пройшли серед побожного православного українського люду. В дитинстві батьки й вихователі заклали любов до Бога, православних традицій, України та українського народу. Хрущовські гоніння на Св. Церкву загартували його в любові та відданості до Православ'я та українського народу.
1967 р. закінчив Глушківську 8-річну школу, а 1969 р. — Дроздянську середню школу Білоцерківського району Київської області. Після здобуття середньої освіти працював робітником-радіометристом у Правобережній геологічній експедиції тресту «Київгеологія» (с. Фурси Білоцерківського району Київської області), 1970 р. вступив на геолого-географічний факультет Одеського державного університету ім. І. І. Мечникова, який закінчив у 1975 р. за спеціальністю інженер-геолог (спеціалізація — «морська геологія»).
Працював: інженером-геологом Окінської експедиції Бурятського геологічного управління, с.  Монди Тункінського аймака колишньої Бурятської АРСР; геологом Тирниаузської та Безенгійської партій Кабардино-Балкарської геологічної експедиції Північно-Кавказького геологічного управління; у 1977—1981 р.р. — геологом і старшим геологом геолого-знімальних партій геолого-знімальної експедиції Камчатського територіального геологічного управління (м. Петропавловськ-Камчатський).
У період роботи на Камчатці, у 70-х роках минулого століття — один з учасників реєстрації православної Св. Успенської громади в Петропавловську-Камчатському, яка увінчалась успіхом завдяки втручанню Комітету прав віруючих в СРСР, очолюваному священиком Глєбом Якуніним, за підтримки архімандрита Іннокентія (Просвірніна), редактора «Журнала Московской Патриархии» та Ростислава Веніамінова, згодом священика Російської Зарубіжної Православної церкви, онука Іннокентія (Веніамінова-Попова). 1981 р., через постійний тиск КГБ, змушений був лишити Камчатку й переїхати до Києва.
Був одружений з Валентиною Степанівною Черпак (Дехтяренко). Має дочку Галину, 1982 р н. та сина Богдана, 1983 р. н.
1981 р. — старший інженер-геолог відділу палеозою Інституту геологічних наук АН УРСР.
З 1984 до 1987 р. — аспірант Інституту геохімії та фізики мінералів АН УРСР за спеціалізацією «Петрографія та вулканологія». Співавтор праць з геології України, Північного Кавказу, Камчатки, Таймиру.
1986 р. змушений виїхати до Латвійської РСР, де влаштувався на посаду страхового агента Держстраху Ленінградського району м. Риги, одночасно виконував послух псаломника Архангело-Михайлівського храму м. Риги, та Св. Успенського храму м. Єлґави (Латвійська РСР) за благословенням митрополита Ризького і Латвійського Леоніда (Полякова) та благозволенням Ризького благочинного митр. прот. Петра Смиковського.
1987 р. з благословення бл. пам'яті митрополита Ризького і Латвійського Леоніда (Полякова) вступив у 2-й клас Ленінградської духовної семінарії, яку закінчив за ІІ розрядом 1989 р. і був зарахований до Ленінградської духовної академії без вступних іспитів.
9 грудня 1989 р. у храмі св. ап. і єв. Іоана Богослова Ленінградської духовної академії та Семінарії митрополитом Ленінградським і Новгородським Алексієм (Рідіґером), майбутнім Патріархом Московським і всієї Русі, висвячений у читці.
23 червня 1990 р. у Св. Троїцькому соборі Александро-Невської лаври м. Ленінграда, єп. Ладожським, керуючим Ленінградською єпархією, преосвященним Арсенієм (Єпіфановим) висвячений у сан диякона.
22 липня 1990 р. у Св. Миколаївському храмі пос. Сабліно Ленінградської єпархії преосвященним єп. Ладожським Арсенієм (Єпіфановим), тимчасово керуючим Ленінградською єпархією, висвячений у сан пресвітера. Одночасно, навчаючись в Ленінградській духовній академії (СПбДА), з благословення митрополита Ленінградського і Ладожського Іоана (Сничева), виконує послух диякона у Св. Троїцькому соборі Александро-Невської лаври м. Ленінграда, Царськосєльського храму; священика Преображенського собору м. Ленінграда; Св. Катерининської церкви пос. Динамо Ленінградської єпархії; Св. Миколаївського кладовищенського храму на Охті м. Ленінграда; храму св. ап. і єв. Іоана Богослова ленінградських Духовної академії та Семінарії.
У серпні 1990 р., з благословення блаженнійшого митрополита Львівського і Галицького, намісника Київського Патріаршого Престолу Іоана (Боднарчука), перебуваючи на канікулах, відправив Божественну літургію біля сплюндрованого комуністами храму в м. Хмельницькому, у співслужінні з протодияконом Святішого Патріарха Мстислава Олегом Куликом, вимагаючи від властей повернення храму УАПЦ.
У січні 1991 р. дістає благословення Святійшого Патріарха Київського і всієї України Мстислава бути настоятелем Св. Покровської Подільської церкви (м. Київ, вул. Покровська, 7) і секретарем Патріархії УАПЦ. Тоді ж нагороджений благословенною грамотою Святішого Патріарха Мстислава і з його благословення навчається далі в Ленінградській духовній академії.
У червні 1991 р. лишає навчання у Ленінградській духовній академії, діставши благословення від єпископа Ризького і Латвійського Александра (Кудряшова) на перехід в іншу єпархію.
21 листопада 1991 р. архиєпископами Вишгородським і Січеславським Антонієм (Масендичем) і Білоцерківським Володимиром (Романюком), головою Місійного відділу УАПЦ, у храмі св. Іоана Богослова св. Михайлівського Золотоверхого монастиря нагороджений набедреником і возведений у сан протоієрея з правом носіння наперсного хреста.
28 липня 1991 р., відправою Божественної Літургії у Св. Покровській Подільській церкві м. Києва остаточно приймає послух настоятеля храму, а з 1 вересня 1991 р., з благословення Св. Патріарха Мстислава, одночасно приступає до послуху секретаря Патріархії УАПЦ.
1 квітня 1992 р. з благословення Святійшого Патріарха Мстислава призначається ректором Київської духовної семінарії УАПЦ, реєструє Статут семінарії та відвойовує у властей приміщення стилобату Св. Андріївської церкви та корпусів Михайлівського Золотоверхого монастиря м. Києва. Активний діяч поширення УАПЦ на Сибіру та Далекому Сході. Разом з архієпископом Володимиром (Романюком) у квітні 1992 року був учасником «Днів української культури» на Далекому Сході.
14 червня 1992 р., за Божественною Літургією у Св. Покровській Подільській церкві м. Києва, у день Св. Тройці, за сумлінну працю на благо Церкви та у зв'язку з призначенням ректором Київської духовної семінарії УАПЦ, з благословення Святішого Патріарха Мстислава, нагороджений правом носіння палиці та наперсного хреста з прикрасами.
17 квітня 1993 р., у Великодну суботу, за Божественною Літургією у Св. Покровському Подільському храмі м. Києва архієп. Білоцерківським Володимиром (Романюком) нагороджений правом носіння митри за внесок у міжконфесійний мир та розбудову Української Держави і Церкви.
22 квітня 1995 р. у Св. Покровській Подільській м. Києва Святійшим Патріархом Київським і всієї Руси-України Володимиром нагороджений правом носіння другого наперсного хреста з прикрасами і служіння Божественної Літургії з відкритими Царськими Вратами до «Отче наш» — за значний внесок у становлення Помісної Церкви, активну місійну діяльність, організацію першої української церковної прощі до Соловецького монастиря та встановлення хреста загиблим українцям біля Сікирної гори (серпень 1994 р.).
У 2002 році, у зв'язку з 50-літтям, за поданням Парафіяльної ради Св. Покровської Подільської церкви м. Києва, нагороджений орденом Св. кн. Володимира ІІІ ступеня Патріархом Київським і всієї Руси-України Філаретом. 2009 р. Президентом України Віктором Ющенком нагороджений орденом «За заслуги» ІІІ ступеня за працю на благо України.
10 червня 2010 р. з нагоди 20-ліття утворення Буковинської митрополії УАПЦ (УПЦ КП) високопреосвященнішим Данилом, митрополитом Чернівецьким і Буковинським відзначений ювілейною грамотою.
20 червня 2010 р., блаженнійшим митрополитом Мефодієм, предстоятелем УАПЦ в Україні, нагороджений пам'ятною медаллю «За вірність і відданість УАПЦ» у зв'язку з 20-літтям «третього відродження УАПЦ 1990—2010 рр.».
Один із основних організаторів Всеукраїнського міжрелігійного форуму у 1991 р. від УАПЦ. Прихильник об'єднаної Православної Церкви в Україні. Разом із архієпископом Володимиром (Романюком), вели переговори про об'єднання з митрополитом Київським і Галицьким, Патріаршим Екзархом всієї України Філаретом (Денисенком), ще до позбавлення всіх санів і посад у РПЦ, переконуючи його перейти в лоно УАПЦ і визнати предстоятелем Церкви Святішого Патріарха Мстислава.
Один з організаторів Всеукраїнського православного церковного Собору 25-26 червня 1992 р. Соборами 1992, 1993, 1995 років обирається членом Вищої Церковної Ради УПЦ КП.
На Всеукраїнському Соборі 1993 р. протоієрей В. Черпак був членом редакційної комісії Собору. Радник Святійшого Патріарха Володимира (Романюка) із міжконфесійних та політичних питань. Помічник-консультант народних депутатів України Володимира Кулінича та Ярослава Федорина.
Після об'єднання частини УАПЦ і УПЦ МП з 1993 р. до лютого 1999 р. обіймає посаду завідувача заочного сектора Київської духовної семінарії. З 1993 до 30 серпня 2006 викладач КДА і С з катехизису, вступу до патристики, загально-церковної історії, сектознавства, історії Стародавньої Церкви. Автор навчальних програм для семінарії з цих предметів, конспектів-підручників. У червні 2003 р. захистив кандидатську дисертацію на ступінь кандидата богослів'я за темою: «Православне спростування основних віросповідних засад баптизму». Вченою Радою Київської духовної академії ця праця рекомендована до друку.
30 серпня 2006 р. Указом Патріарха Філарета був звільнений з посади викладача КДА і С.
Автор численних публікацій на релігійно-апологетичну та злободенно-суспільну тематику у вітчизняній та іноземній періодиці. Очолює перекладацьку групу Св. Покровської Подільської церкви м. Києва, редактор та співперекладач «Закону Божого» прот. С. Слободського українською мовою (1995—1996 р.р.), найуживаніших акафістів, настільного «Православного календаря» на 2000-й рік, «Православного Молитвослова» (1995—2009 р.р.).
15 листопада 2010 року, в день пам'яті святого преподобного Маркіана Киринейського, Предстоятель Української Автокефальної Православної Церкви Блаженнійший Мефодій, митрополит Київський і всієї України відслужив богослужіння в храмі святого Великомученика Димитрія Солунського м. Києва, під час якого здійснив чернечий постриг клірика Київської єпархії УАПЦ протоієрея Володимира Черпака в ієромонахи, без зміни імені, після чого возвів ієромонаха Володимира в сан архімандрита.

## Єпископське служіння
16 листопада 2010 року, в день пам'яті Мчч. Акепсима єп., Іосифа пресвітера та Аіфала диякона в цьому ж храмі Предстоятель УАПЦ Блаженнійший Мефодій у співслужінні єпископів Фастівського Михаїла, Житомирського і Поліського Володимира, Чернівецького і Хотинського Германа, та Святошинського Іоана відправив Божественну літургію з чином наречення та єпископської хіротонії архімандрита Володимира (Черпака) на єпископа Вишгородського і Подільського.
Указом блаженнійшого митрополита Київського і всієї України Мефодія, предстоятеля УАПЦ, єпископ Володимир (Черпак) призначений Головою Видавничого та Прочанського відділів УАПЦ та Головою комітету по зв'язку зі Збройними силами України.
Член правління громадської організації «Міжнародне об'єднання „Соловецьке братство“».
15 грудня 2018 року разом із усіма іншими архієреями УАПЦ взяв участь у Об'єднавчому соборі в храмі Святої Софії, після якого став на кілька тижнів архієреєм Константинопольського патріархату.
Від 6 січня 2019 — архірей Православної Церкви України.